# Dorfkirche Gleisberg

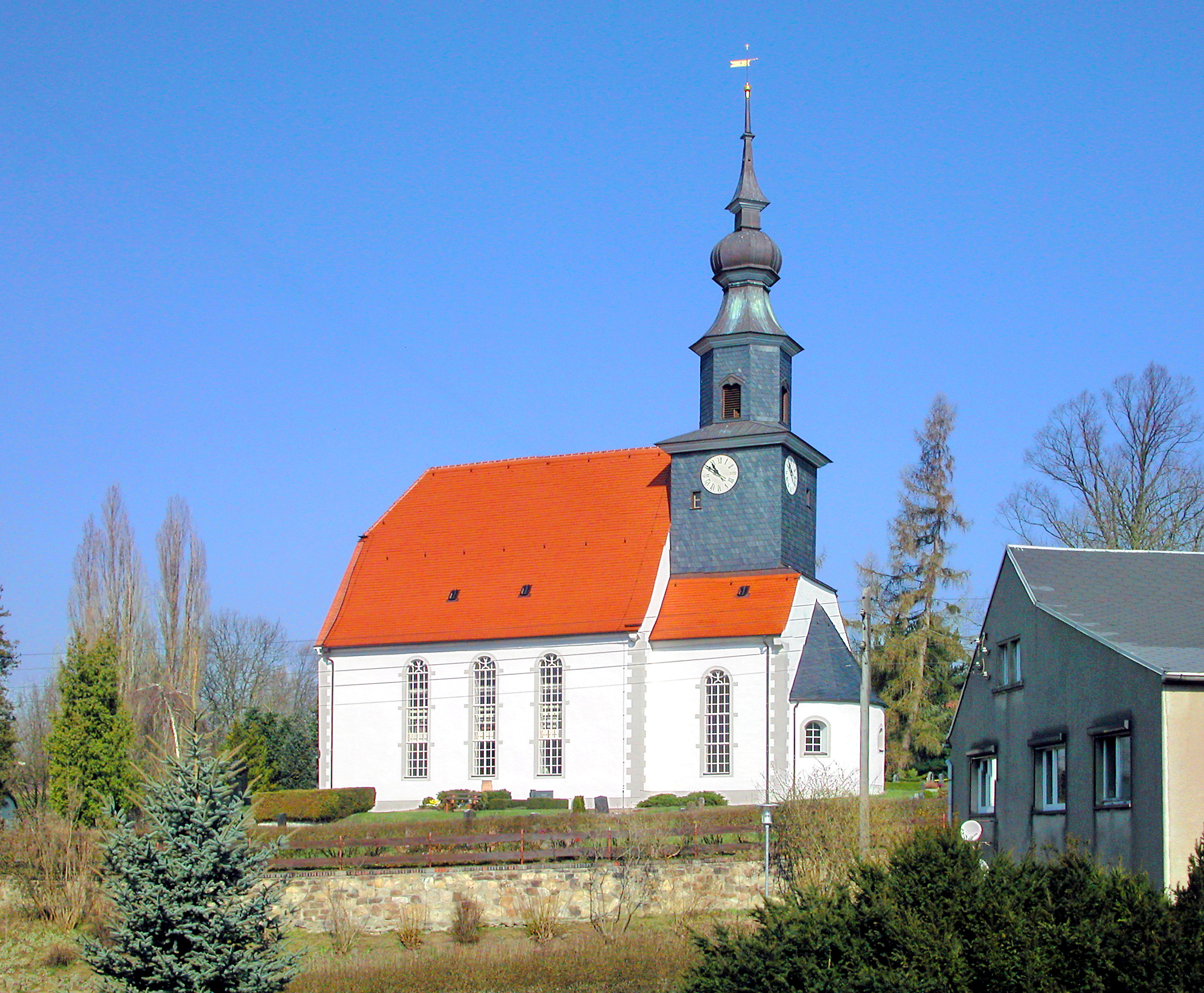
Dorfkirche Gleisberg

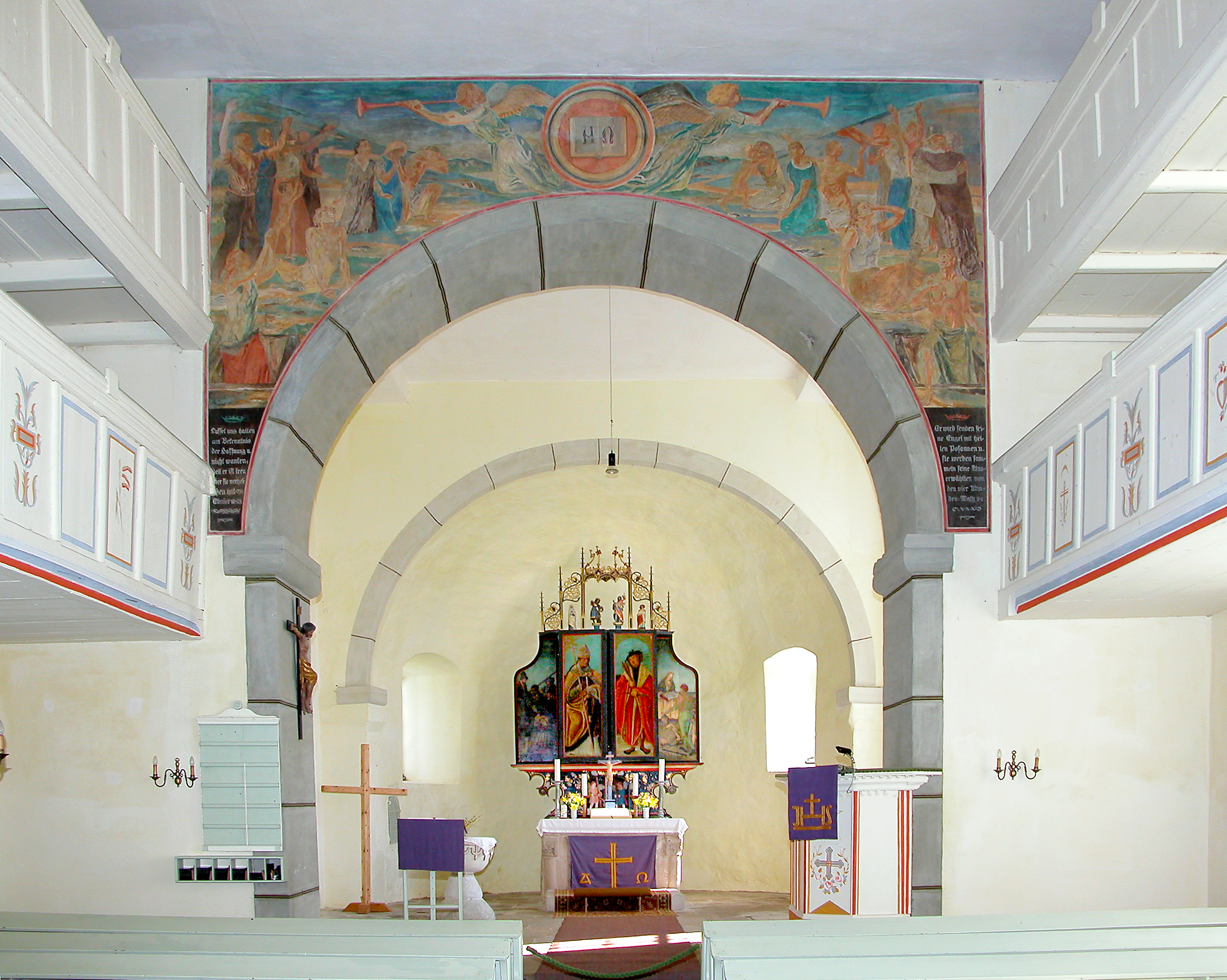
Innenansicht nach Osten

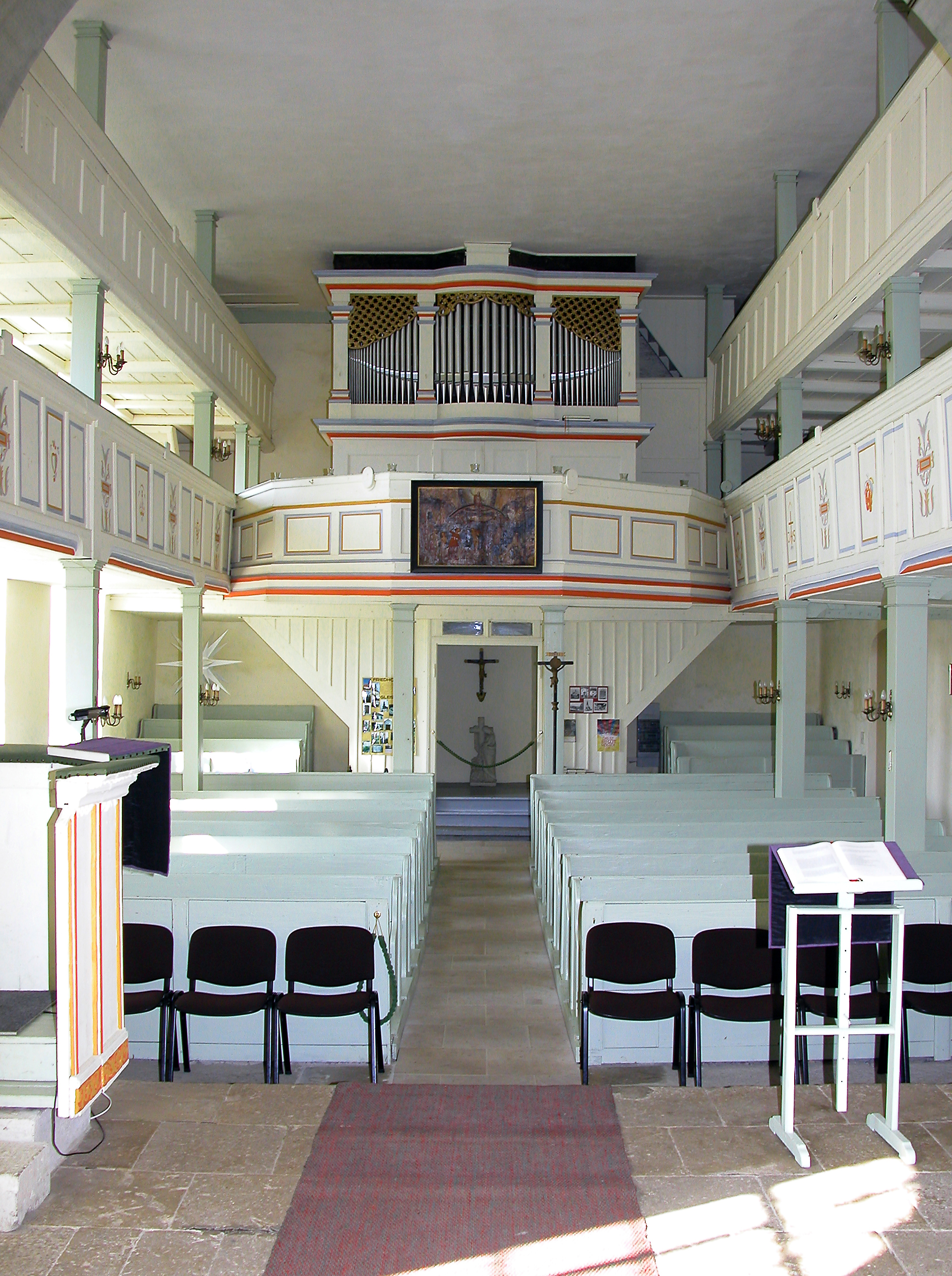
Innenansicht nach Westen

Die evangelische Dorfkirche Gleisberg ist eine romanische Saalkirche im Ortsteil Gleisberg von Roßwein im Landkreis Mittelsachsen in Sachsen. Sie gehört zur Kirchengemeinde Striegistal im Kirchenbezirk Leisnig-Oschatz der Evangelisch-Lutherischen Landeskirche Sachsens.

## Geschichte und Architektur
Die romanische Chorturmkirche vom Anfang des 13. Jahrhunderts wurde am Beginn des 18. und des 19. Jahrhunderts mit Emporen versehen. Das Bauwerk ist ein verputzter Bruchsteinbau mit einem eingezogenen Chorturm über quadratischem Grundriss, das verschieferte Glockengeschoss ist oktogonal mit einer geschweiften barocken Haube als Abschluss. Die Apsis zeigt ein kleines Rundbogenfenster mit tiefer Laibung. An der Chornordseite ist die Sakristei angebaut. Die fragmentarisch erhaltenen Kragsteine an den Ecken des Saals sind mit figürlichen Motiven verziert, darunter Löwenkopf, Luchs, Stier und ein gebeugter Arm.
Im Innern ist das Bauwerk flachgedeckt; zweigeschossige Emporen sind eingebaut (an der Nordseite von 1828/69 an der Südseite von 1769), an der Westseite eine Orgelempore. Ein rundbogiger Triumphbogen vermittelt zum Chor; über dem Bogen ist ein Wandgemälde des Jüngsten Tages von Bernhard Müller aus Dresden von 1926 erhalten, in Chor und Apsis Reste älterer Wandfassungen. Die Sakristei ist mit einem Tonnengewölbe geschlossen.

## Ausstattung
Das Hauptstück der Ausstattung ist ein prachtvoller spätgotischer, zweifach wandelbarer Flügelaltar der Freiberger Schule aus der Zeit um 1530, der im Jahr 1984 restauriert wurde. Die Skulpturen sind vermutlich Werkstattarbeiten vom Bildschnitzer des Döbelner Hochaltars, die Malereien ebenfalls Werkstattarbeiten des Meisters des Döbelner Hochaltars. In der Predella ist der Marientod in Reliefdarstellung zu sehen. Der mit Schleierwerk verzierte Schrein zeigt Schnitzfiguren der Madonna und der Heiligen Mauritius und Nikolaus unter Laubwerkbaldachinen. In den Flügeln sind geschnitzte Darstellungen der Heiligen Drei Könige und des Martyriums von Sebastian, Christophorus und Martin zu sehen. In der ersten Wandlung sind gemalte Darstellungen von Anna selbdritt, darunter Barbara und Apollonia (links), als großformatige Einzeldarstellung Laurentius und Ambrosius in der Mitte sowie Katharina und Elisabeth, darunter Ursula und Margaretha (rechts). Die zweite Wandlung zeigt die Hinrichtung des Mauritius, die Heiligen Sebastian und Fabian sowie die Enthauptung Johannes des Täufers. Im 1890 zu großen Teilen zerstörten Gesprenge sieht man die Figuren Maria, des Georg, des Salvators und Johannes des Täufers.
Der Altartisch mit Dreiviertelsäulen und Palmettenkapitellen an den Ecken des Stipes stammt vermutlich aus dem 13. Jahrhundert. Die Kanzel mit Resten eines spätgotischen Flachornaments ist wohl ein Werk des 16. Jahrhunderts. Die kelchförmige Taufe aus Sandstein mit halbkugelförmigem Fuß und Flachornamentik an der Kuppa ist offenbar spätromanisch.
Die Orgel ist ein Werk von Friedrich Gotthelf Pfützner aus dem Jahr 1826 mit 11 Registern Registern auf einem Manual und Pedal.
Ein feingestalteter Kruzifixus mit kunstvoll geschnitztem Lendentuch ist ein Werk vom Anfang des 15. Jahrhunderts; der Kopf und die Hände wurden offenbar später überarbeitet.
Ein Tafelgemälde mit Darstellung des Jüngsten Gerichts von David Schreier ist mit der Jahreszahl 1760 versehen. Die schlichte Sakramentsnische hat noch ihr schmiedeeisernes Gitter aus gotische Zeit.
Der Kirchhof ist mit Resten der ehemaligen Wehrmauer umfriedet.